# Октябрь (Жамбылский район)
Октябрь (каз. Октябрь) — упразднённое село в Жамбылском районе Северо-Казахстанской области Казахстана. Входило в состав Майбалыкского сельского округа. Ликвидировано в 2008 г.

## География
Расположено около озера Курбай. В 3 км к востоку от села находится озеро Казалы, в 6 км к юго-западу — Аупильдек.

## Население
По данным переписи 1999 года, в селе проживало 206 человек (100 мужчин и 106 женщин).